# Patricia Salas
Emma Patricia Salas O’Brien (Arequipa, 6 de diciembre de 1958) es una socióloga peruana, con experiencia en temas de educación y desarrollo social. Fue Ministra de Educación del Perú, de 28 de julio del 2011 a 31 de octubre de 2013.

## Biografía
Es licenciada en sociología de la Universidad Nacional de San Agustín de Arequipa (UNSA), con una maestría en Estrategias de Desarrollo y Políticas Sociales en la misma Universidad. También concluyó un doctorado en Ciencias Sociales en la Universidad Católica de Santa María de Arequipa.
Ha sido docente principal en la Facultad de Ciencias Histórico Sociales y Sociología de la Universidad Nacional San Agustín de Arequipa (1989-2010), así como docente principal e investigadora del Instituto de Investigación y Políticas Educativas de la Universidad Antonio Ruiz de Montoya (UARM) (2010-2011).
Fue presidenta del Consejo Nacional de Educación (CNE), de 2005 a 2008, y participó en el diseño del actual Proyecto Educativo Nacional. Es asociada del Centro de Investigación, Educación y Desarrollo (CIED), así como miembro fundador del Grupo Impulsor Inversión en la Infancia.
El 28 de julio del 2011, juró como Ministra de Educación, integrando el primer gabinete ministerial del presidente Ollanta Humala. La ceremonia se realizó en el Salón Dorado de Palacio de Gobierno.
El 16 de agosto del 2012, fue interpelada por el Congreso de la República por el uso del presupuesto asignado en la Ley de Carrera Pública Magisterial, que busca reformar ciertos aspectos de educación.